# Ломоносовка
Ломоно́совка (каз. Ломоносов) — село у складі району імені Габіта Мусрепова Північноказахстанської області Казахстану. Адміністративний центр Ломоносовського сільського округу.
Населення — 687 осіб (2021; 859 у 2009, 1029 у 1999, 1230 у 1989).
Національний склад станом на 1989 рік:
- росіяни — 55 %.